# Effet de bord (mathématiques)
Pour les articles homonymes, voir Effet de bord.
En mathématiques, et plus particulièrement en analyse numérique, un effet de bord est un phénomène d'instabilité numérique au bord de l'intervalle d'étude : en tentant de calculer une solution approchée à un problème (interpolation numérique, équation différentielle, etc.), il arrive qu'on parvienne à avoir une bonne approximation sauf sur le bord ; par exemple, le phénomène de Runge.